# برينت أشتون
برينت أشتون هو لاعب هوكي الجليد كندي، ولد في 18 مايو 1960 في ساسكاتون في كندا.

## وصلات خارجية
- برينت أشتون على موقع دوري الهوكي الوطني (الإنجليزية)
- برينت أشتون على موقع قاعة مشاهير الهوكي (لاعب أن.إتش.أل) (الإنجليزية)
- برينت أشتون على موقع EliteProspects.com (الإنجليزية)
- برينت أشتون على موقع HockeyDB.com (الإنجليزية)
- برينت أشتون على موقع Hockey-Reference.com (الإنجليزية)
- برينت أشتون على موقع قاعة مشاهير الرياضة في ساسكاتشوان (الإنجليزية)